# Скобелецька волость
Скобелецька волость — адміністративно-територіальна одиниця Володимир-Волинського повіту Волинської губернії Російської імперії та Української держави. Волосний центр — село Скобелка. 
Наприкінці ХІХ ст. до волості у повному складі було приєднано ліквідовану Горохівську волость, натомість деякі поселення відійшли до сусідньої Свинюської волості (Блудів, Єзерці, Колпитів, Пустомити). Також до складу волості увійшли більшість поселень ліквідованої Холонівської волості.
Станом на 1885 рік складалася з 10 поселень, 10 сільських громад. Населення — 4789 осіб (2374 чоловічої статі та 2415 — жіночої), 548 дворових господарств.
|                     | Площа, десятин | У тому числі орної, дес. |
| ------------------- | -------------- | ------------------------ |
| Сільських громад    | 5450           | 4654                     |
| Приватної власності | 8376           | 3805                     |
| Казенної власності  | —              | —                        |
| Іншої власності     | 317            | 273                      |
| Загалом             | 14143          | 8732                     |

Основні поселення волості:
- Скобелка — колишнє державне і власницьке село за 55 верст від повітового міста, волосне правління, 700 осіб, 85 дворів, православна церква, школа, заїжджий будинок.
- Блудів — колишнє власницьке село, 1100 осіб, 128 дворів, православна церква, школа, 2 заїжджі будинки, водяний млин, вітряк, заводи цегельний, солодовний та сільськогосподарських машин.
- Божів (Козятин) — колишнє власницьке село, 240 осіб, 30 дворів, православна церква, заїжджий будинок.
- Єзерці — колишнє власницьке село, 406 осіб, 46 дворів, православна церква, заїжджий будинок, вітряк.
- Копитів — колишнє власницьке село, 415 осіб, 50 дворів, православна церква, заїжджий будинок, 2 вітряки, цегельний завод.
- Марковичі — колишнє власницьке село при річці Кривій, 465 осіб, 56 дворів, православна церква, школа.
- Ощів — колишнє власницьке село, 392 особи, 42 двори, православна церква, заїжджий будинок, 2 водяні млини.
- Пустомістя — колишнє власницьке село, 493 особи, 62 двори, православна церква, заїжджий будинок.
- Терешківці — колишнє власницьке село при річці Білій Криниці, 229 осіб, 30 дворів, православна церква, заїжджий будинок.

## Під владою Польщі
18 березня 1921 року Західна Волинь анексована Польщею. З 1921 по 1939 роки волость існувала як ґміна Скобелка Горохівського повіту Волинського воєводства і постала в тих же межах, що й за Російської імперії та Української держави.
Розпорядженням міністра внутрішніх справ 12 квітня 1934 р. з міста Горохів вилучено давні землі сіл Підліски і Горохів Сільський та включені до сільської ґміни Скобєлка.
Польською окупаційною владою на території ґміни інтенсивно велася державна програма будівництва польських колоній і заселення поляками. На 1936 рік ґміна складалася з 24 громад:
1. Божів — село: Божів та селище: Божів;
2. Холонів — село: Холонів, фільварок: Холонів та замчище Городище;
3. Діброва — колонія: Діброва;
4. Ядвинівка — колонія: Ядвинівка (пол. Jadwinówka, укр. Ярівка);
5. Ковбань — село: Ковбань та колонія: Куповатиця;
6. Красів Руський — село: Красів Руський;
7. Красів Чеський — колонія: Красів Чеський;
8. Кумановище — село: Кумановище;
9. Мар'янівка — колонії: Мар'янівка і Мусин та залізничні станції: Горохів і Галичани;
10. Марковичі — село: Марковичі та селище: Янина;
11. Мислині — село: Мислині;
12. Новосілки Новочеські — село: Новосілки Новочеські;
13. Новосілки Старочеські — село: Новосілки Старочеські;
14. Новосілки Руські — село: Новосілки Руські;
15. Вільхівка — село: Вільхівка;
16. Олізарів — село: Олізарів;
17. Ощів — село: Ощів та селище: Ощів;
18. Скобелка — село: Скобелка та колонія: Тернівка Скобелецька;
19. Старостав — село: Старостав та селище: Старистав;
20. Терешківці — село: Терешківці та колонія: Тернівка Терешковецька;
21. Теклівка — колонія: Теклівка та селище: Теклівка;
22. Вільгельмівка — колонія: Вільгельмівка;
23. Софіївка — колонія: Софіївка;
24. Звиняче — село: Звиняче, фільварок: Звиняче, залізнична станція: Звиняче та колонія: Зигмунтів.

Після радянської анексії західноукраїнських земель ґміна ліквідована у зв'язку з утворенням Горохівського району.